# 유루키 고야
유루키 고야(일본어: 汰木 康也, 1995년 7월 3일 ~ )는 일본의 축구 선수이다. 현재 J1리그의 비셀 고베에서 뛰고 있다.

## 구단 경력
그는 2014년부터 J리그의 몬테디오 야마가타, 우라와 레즈, 비셀 고베에서 뛰었다.